# 鉄道弘済会
公益財団法人鉄道弘済会（てつどうこうさいかい）は、公益事業として障害者、児童、老人への福祉事業、収益事業として不動産賃貸等を行っている団体。
国鉄時代はキヨスクを直営していた。
鉄道事故で身体に障害を負った鉄道職員への福祉施策として開始された義肢や装具の研究・試作、製作・修理を、身体障害者福祉事業として現在も行っている。
旅行中のけがや病気に対応する旅行者援護事業としての全国各地の主要駅での援護所運営や、キヨスク等JR駅構内売店への新聞、雑誌の取次ぎを行っていたが現在は全て撤退した。

## 概要
公益事業としては、知的障害児及び自閉症への支援施設「総合福祉センター弘済学園」や義肢の製作等を行なう「義肢装具サポートセンター」、孤児等の支援施設「札幌南藻園」を運営している他、全国で保育所・認定こども園24カ所の施設を保有している。
本部内の「福祉資料室」では、社会福祉に関する書籍・雑誌・資料等の閲覧及び貸出を無償で行っている。
収益事業として全国に107件のオフィスビルやマンション等の不動産を保有しており、不動産賃貸及び貸会議室を運営。

## 歴史

### 設立時の背景

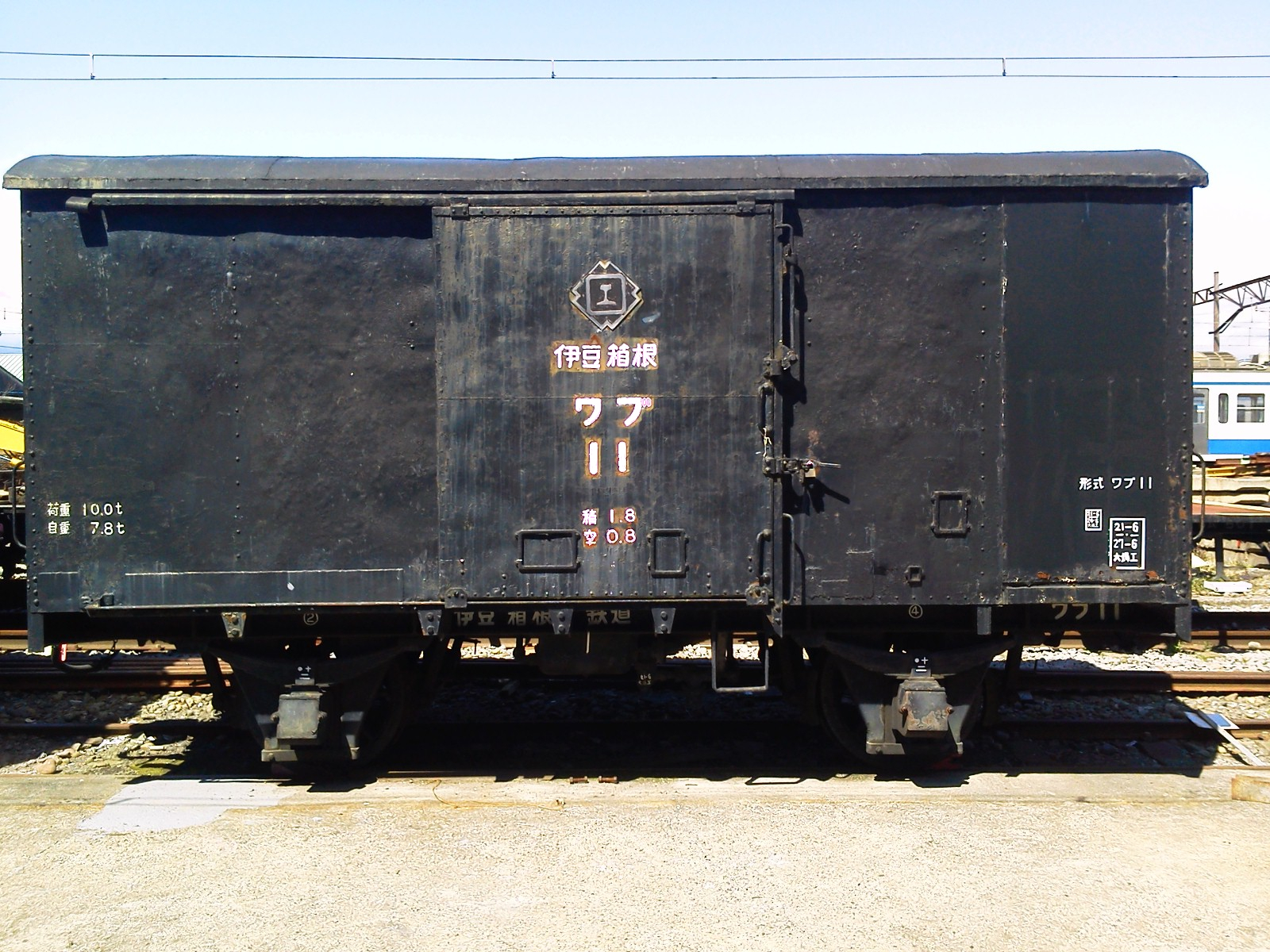
伊豆箱根鉄道ワブ11形貨車（参考）

鉄道の現場は、常に危険と隣り合わせであり、連結器に挟まれることや、貨車に飛び乗り行う突放作業等で多くの殉職者や負傷者（以下「鉄道公傷者」）を出していた。しかし、当時の国鉄共済組合は、負傷者で重傷者には給与4ヶ月または9ヶ月分の年金、殉職族には給与4ヶ月または5ヶ月分の遺族年金を給付するに限り、手足を失った者や残された遺族は、生活困窮者へと成り果ていた。このような、悲惨な労働環境に対し、当時国鉄の官僚であった片岡謌郎らは、鉄道公傷者を救済する目的で鉄道弘済会の設立に至った。

### 年表
- 1931年（昭和6年）
  - 2月19日 - 東京鉄道局長より、国有鉄道康済会設立に関する稟議書を当時の鉄道大臣の江木翼に提出[10][11]。
  - 8月20日 - 財団法人鉄道弘済会設立につき、江木鉄道大臣決裁[11][10]。
  - 9月25日 - 財団法人鉄道弘済会設立に関する申請書を東京府経由で当時の内務大臣であった安達謙蔵へ提出[11]。
- 1932年（昭和7年）
  - 2月25日 - 鉄道大臣および内務大臣から設立認可される[12]。
  - 4月1日 - 鉄道省内に本部事務所を開設[12]。上野駅6店と東京駅5店の構内売店を接収し、営業開始[13]。
- 1947年（昭和22年） - 全額出資で大阪鉄道荷物株式会社を設立する。
- 1949年（昭和24年）
  - 1月 - 日本通運などと共同で日本運輸倉庫株式会社[14]を設立する。
  - 財団法人交通協力会、日本通運、日本交通公社などと共同で、国鉄スワローズを運営する株式会社国鉄球団を設立する。
- 1953年（昭和28年）児童養護施設「札幌南藻園[4]」を開設する[15]。
- 1958年（昭和33年）2月 - 全額出資で株式会社弘済出版社を設立する。
- 1959年（昭和34年）10月 - 全額出資で弘済建物株式会社を設立する。
- 1962年（昭和37年） 
  - 全額出資で関西弘済食堂株式会社を設立する。
  - 多治見駅にコンビニエンスストアを開店する[要出典]。
- 1963年（昭和38年）
  - 10月15日 - 名古屋市中村区則武本通に「則武ファミリーストア」（面積約300m2）を開設し、スーパーマーケット事業に進出[16]。
  - 国鉄スワローズの経営から撤退する。
- 1965年（昭和40年）4月 - 第三セクターの帯広ステーションビル株式会社を出資して設立する。
- 1969年（昭和44年）5月 - 東京都新宿区に東京身体障害者福祉センターを開設する。
- 1973年（昭和48年）8月1日 - 駅売店の愛称をKiosk（キヨスク）へ変更[17]。
- 1987年（昭和62年） - 国鉄の分割民営化に合わせて、鉄道弘済会を財団法人鉄道弘済会とJRグループ各社が出資する6つのキヨスク会社に分割し、キヨスク事業の大部分をキヨスク会社へ譲渡する。
- 1997年（平成9年）4月 - 大阪鉄道荷物株式会社の株式51パーセントを西日本旅客鉄道へ売却し、社名を株式会社ジェイアール西日本マルニックスに変更する。
- 2000年（平成12年）4月 - 関西弘済食堂株式会社を株式会社ジェイアール西日本フードサービスネットへ譲渡する。
- 2001年（平成13年）
  - 4月1日 - 静岡営業所を東海キヨスクへ譲渡[18]。
  - 5月 - 株式会社弘済出版社の株式を北海道・東日本・東海・西日本・四国・九州の各旅客鉄道会社へ譲渡し、交通新聞社に改称する。
- 2005年（平成17年）6月 - 弘済建物株式会社が東京地裁へ特別清算を申し立て、実質倒産する。
- 2006年（平成18年）- 大宮営業所を東日本キヨスクへ譲渡し、キヨスク事業から完全撤退する。
- 2008年（平成20年）5月13日 - 東京身体障害者福祉センターを隅田川駅敷地へ移転して「義肢装具サポートセンター[3]」に改称する。
- 2012年（平成24年）
  - 3月 - 東京駅旅行者援護センター、名古屋駅旅行者援護所の業務から撤退する。
  - 12月 - 京都駅旅行者援護所の業務を終了し、旅行者援護事業から完全撤退する[19]。
- 2013年（平成25年）10月 - 公益財団法人へ移行。
- 2018年（平成30年）10月 - 新聞雑誌取次事業を廃止。

## 公益事業

### 障害者福祉事業
1953年6月に千葉県山武郡に「日向弘済学園」を設立。
現在は、神奈川県秦野市に移転し「総合福祉センター弘済学園」として、自閉症・知的障害者を対象とした入所、デイサービス、就労支援等の福祉事業を行っている。

#### 福祉型障害児入所施設（定員110名）
障害のある児童を対象に、生活習慣の自立支援や適応能力の拡大等を目指し、利用者の適性や年齢等に応じて療育。
利用者によっては「弘済彫」と呼ばれる木彫や機織りの製作等を行っている。
製作された作品等は、毎年12月に東京駅八重洲口「動輪の広場」にて作品の展示・販売を行っており、例年石原プロモーションの舘ひろしが参加。

#### デイケアセンター
18歳以上の自閉症・知的障害者を対象として、就労を目指す「生活介護支援事業」及び野菜・花などの生産を行なう「就労型支援B型事業」を行っている。

#### 児童発達支援センター「すきっぷ」
発達の遅れ等が見られる児童およびその家族に対しての療育支援を行っている。

#### 放課後等デイサービス事業(愛称「わくわくクラブ」)
神奈川県秦野市内の特別支援学校や特別支援学級に通っている、学生を対象に放課後の余暇支援を行っている。

### 身体障害者支援事業
日本国有鉄道の業務災害による身体障害者を対象としていたが、その対象を広げ戦争や交通災害などによる身体障害者までも事業の対象とし、義肢装具製作・研究・リハビリ等を現在も行っている。
1954年（昭和29年）には、義肢装具製作所が全国に21カ所あり年間8千件ほどの義肢装具を作成していたが、現在は東京都荒川区南千住の「義肢装具サポートセンター」1カ所となっている。

#### 義肢装具サポートセンター
東京都荒川区南千住に義足、コルセットなどの装具を製作からリハビリまでを一貫して行なう施設を運営。
製作する義肢は、一般的な生活用からスポーツ用まで製作しており、パラリンピック選手なども利用している。

### 児童福祉事業

#### 保育所・認定こども園
1951年（昭和２６年）働く母親の為に、和歌山市に「わかば」保育所（現：わかば園）をはじめとし、全国に２４ヶ所の保育所・認定こども園を運営。
- 北海道エリア
  - 札幌認定こども園（札幌弘済保育園）
  - 人見認定こども園（ひとみ弘済保育園）
  - 旭川認定こども園（てつどう保育園）
  - 釧路認定こども園（愛国弘済保育園）

- 東北エリア
  - 青森認定こども園（あおいもり園）
  - 仙台保育所（こじか園）
  - 秋田認定こども園（ひまわりこども園）
  - 山形認定こども園（あすなろ保育園）
  - 郡山保育所（若竹保育園）

- 関東甲信越エリア
  - 高崎保育所（ひばり保育園）
  - 与野本町駅前保育所（おひさま保育園）
  - 上木崎保育所(ひだまり保育園)
  - 戸田駅前保育所（おひさま保育園）
  - 南千住駅前保育所（おひさま保育園）
  - 新津保育所（さくら保育園）
  - 長野保育所（りんどう保育園）
- 北陸エリア
  - 富山認定こども園（若竹保育園）
  - 福井認定こども園（若草こども園）

- 近畿・中国エリア
  - 福知山認定こども園（さくらこども園）
  - 和歌山認定こども園（わかば園）
  - 松江認定こども園（あさひ園）

- 四国エリア
  - 西条認定こども園（いずみ園）

- 九州エリア
  - 門司保育所（みどり園）
  - 戸畑保育所（わかば園）

### 児童養護事業

#### 「札幌南藻園」
全国の日本国有鉄道関係者の孤児及び一般の戦争孤児等のその多くは、極貧の生活下にあることが判明し、豊かな生活及び不良化を防止するために、1953年（昭和28年）札幌市中央区の札幌温泉跡地に「札幌南藻園」を設立。現在も運営されている。

#### 「函館母子寮」
1945年（昭和20年）7月の青函連絡船空襲によって殉職した日本国有鉄道の職員遺族母子のための施設として1949年（昭和24年）に開設。
職員遺族母子だけでなく、戦時中に夫を失い生活困窮者となった一般の母子への支援にもあたっており、1954年（昭和29年）当時は、28世帯111人が支援を受けていた。
1954年（昭和29年）の洞爺丸海難事故で再度多数の職員が犠牲になり、24世帯分を増築し52世帯収容となった。乳幼児数も増え、保育園（現在：人見認定こども園（ひとみ弘済保育園））が併設された。
1972年（昭和47年）函館母子寮は保育園を残し財団法人弘済会から函館市に移管した。

## 収益事業
鉄道弘済会が行っている公益事業に要する財源として、鉄道弘済会売店（キヨスク）・国鉄の駅構内・列車・連絡船内への売店、軽飲食等の販売事業、不動産事業、新聞雑誌取次事業、保険事業、国鉄からの受託事業他を行っていた。
現在は、不動産事業及び会議室の運営を行っている。

## かつて出資していた会社
- JR東日本クロスステーション - 旧社名は「東日本キヨスク」で、鉄道弘済会は1割弱を出資していたが、2006年（平成18年）に出資分を東日本旅客鉄道が買い上げて完全子会社化。
- JR東海リテイリング・プラス - 旧社名は「東海キヨスク」で、鉄道弘済会は1割を出資していたが、2008年（平成20年）に出資分を東海旅客鉄道が買い上げて同社の完全子会社となる。
- ジェイアール西日本デイリーサービスネット - 旧社名は「西日本キヨスク」で、鉄道弘済会は9パーセントを出資していた。後に西日本旅客鉄道の物販担当子会社との統合を経て同社の完全子会社となる。
- JR九州リテール - 旧社名は「九州キヨスク」で、鉄道弘済会も出資していた。後に九州旅客鉄道の物販担当子会社との統合を経て同社の完全子会社となる。
- JR北海道フレッシュキヨスク - 旧社名は「北海道キヨスク」で、株式10パーセントを保有していたが、ジェイ・アールはこだて開発との統合を経て北海道旅客鉄道の完全子会社となる。
- ジェイアール西日本マルニックス - 旧社名は「大阪鉄道荷物株式会社」で、鉄道弘済会は49パーセントを出資していたが、後に西日本旅客鉄道の完全子会社となる。
- 高松駅弁 - 四国キヨスクと共同出資、約48パーセントを保有するも後年に持ち分をJR四国本社へ売却する。2014年5月11日に全店舗を閉鎖、6月20日に生産を中止、9月30日付で解散、2015年2月26日に清算結了する。
- 弘済建物株式会社 - 1959年に鉄道弘済会が100パーセント出資で設立した分譲住宅地のデベロッパーである。バブル期を前後にコリーナ矢板、JR東日本東京工事事務所と共同でフィオーレ喜連川、竹中工務店・ファインズインターナショナルと共同で取手市藤代など北関東の郊外に大規模な分譲住宅地を開発したが、各所の販売が進まず借入金負担が重荷となり、2005年に東京地裁に特別清算を申立てて消滅する。フィオーレ喜連川は、販売に携わった同社元社員が不動産販売会社を起業して新規分譲販売時の販売センター建物を社屋として承継している。開発途中であった藤代町の分譲住宅地は、事業参画していた地場不動産会社のファインズインターナショナルが買収して「ファインズ桜が丘ニュータウン」に改称した。
- 弘済サービス株式会社 - 弘済建物の上記住宅分譲地内の私道や温泉供給など各種インフラ施設の管理を受託していた会社。弘済建物の特別清算後に事業停止し、各管理組合は委託先を変更した。
- 弘済事業株式会社 - 1998年（平成10年）に弘済建物からビル賃貸事業と藤代ゴルフクラブの運営事業を分社化する。2009年（平成21年）に減損処理から債務超過に陥り鉄道弘済会からの支援が困難になり、7月30日に東京地裁に民事再生手続開始を申立てる。事前調整型の民事再生処理でアコーディア・ゴルフがスポンサーとなり、2010年（平成22年）に同社へ譲渡されて「取手桜が丘ゴルフクラブ」に改称後、法人を清算する。鉄道弘済会が貸付金約100億円を債権放棄したためゴルフ会員権に一部弁済金が発生した。
- 横浜ステーシヨンビル -  横浜駅西口駅舎（横浜ステーションビル、のちの横浜シァル）の建設・運営を目的として、相模鉄道・鉄道弘済会・崎陽軒・東京急行電鉄の4社の出資で、1961年2月3日に設立[31]。のちに株式をJR東日本にすべて譲渡。
- 横浜地下街 - 横浜駅西口のダイヤモンド地下街（のちのザ・ダイヤモンド）の建設・運営を目的に、相模鉄道・横浜ステーシヨンビル・東京急行電鉄・鉄道弘済会・横浜東急ホテル・相鉄興業（現:相鉄ローゼン）・髙島屋の7社の出資で、1963年2月22日に設立[32]。のちに相模鉄道との株式交換により、相模鉄道の100%子会社となった[33]。
- 弘栄堂書店 - 鉄道弘済会が全額出資の書店。2009年度に鉄道弘済会が『公益財団法人』認可申請をするために、2008年12月31日をもって解散[34]。
- 冨士森永乳業株式会社 - 旧社名は冨士乳業。弘済食品(JEFBを経て現JR東日本クロスステーション)から1966年に分離独立。翌年から森永乳業が資本参加、2005年に森永乳業の連結子会社化となり、2018年から現社名。現在は森永アイスクリームのMOW、パルムを製造している。なお、弘済食品は富士アイスの名で駅売店での牛乳、ジュースなど飲料販売のほかパーラー、レストラン、東武ロマンスカーのビュフェなども運営していた。